# Bambi-Verleihung 2000
Die 52. Bambi-Verleihung fand am 8. Dezember 2000 im Estrel Convention Center in Berlin statt. Sie wurde von Sabine Christiansen moderiert. Die Veranstaltung wurde in der ARD übertragen und von 5,92 Millionen Zuschauern gesehen.

## Veranstaltung

### Der Publikums-Bambi
2000 wurde erstmals ein Publikums-Bambi über das Internet organisiert. Unter der Rubrik Bestes Boulevard-Magazin standen das Sat.1 Magazin Blitz, Brisant von der ARD, Exclusiv von RTL, die ZDF-Sendung Leute heute und Taff von ProSieben zur Wahl. Der Bambi ging an die Sendung Brisant.

### Der Charity Bambi
Der Charity Bambi ging an Sabriye Tenberken, die wegen ihrer Blindheit bei ihrem Studium (Zentralasien-Wissenschaft mit den Schwerpunkten Tibet und Mongolei) eine Blindenschrift für die tibetische Sprache auf Basis der Brailleschrift entwickelt hat. Später reiste sie nach Tibet und gründete dort die erste Schule für Sehbehinderte und Blinde. Daraus entstand unter anderem die internationale Hilfsorganisation Braille Ohne Grenzen.

## Kritiken
Joseph von Werstphalen kritisiert die Veranstaltung in der Zeit äußerst hart. Die Verleihung „versucht gar nicht erst, dem Glamour zu entkommen, sondern entfaltet ihn schamlos und […] mit einer abstoßenden Ungeschicklichkeit.“ Er meint, das Lob Guido Westerwelles an Sabine Christiansen sei „holzig“ gewesen und „längst nicht mehr Realsatire, sondern ein Zeichen für realen Realitätsverlust.“ Das einzig Interessante sei „die Tatsache, dass hier stundenlang zur besten Sendezeit unverhohlen Werbung für Burdas Zeitschriftenimperium gemacht wurde.“ Und dass alle, Telekom oder ARD, dabei mitmachten. Diese „bunte Schmierigkeit sah man der perfiden Sendung an.“ Darüber hinaus fühlte er sich durch Hubert Burda „immer mehr an Edward G. Robinson in seinen Gangsterrollen“ erinnert.

## Preisträger
Aufbauend auf die Bambidatenbank:

### Charity
Sabriye Tenberken

 Laudatio: Maria Furtwängler

### Comeback des Jahres
Tom Jones

 Laudatio: Sabrina Setlur

### Ehren-Bambi
Franz Beckenbauer für die erfolgreiche Kampagne für die Fußball-Weltmeisterschaft 2006

 Laudatio: Boris Becker

### Fernsehen / TV
John de Mol für Big Brother

### Film International
Sandra Bullock für 28 Tage

### Lebenswerk
Reinhold Messner

### Mode
Wolfgang Ley und Brian Rennie, die Chefs des Design-Hauses Escada

### Politik
Zoran Đinđić als „Manager des gewaltlosen Machtwechsels in Serbien“

 Laudatio: Angela Merkel

### Pop International
Jennifer Lopez

 Laudatio: Sasha 

### Pop National
Echt

### Publikums-Bambi
Ines Krüger, Axel Bulthaupt und Griseldis Wenner für Brisant
Blitz
Exclusiv
Leute heute
Taff

### Shooting Star
Charlize Theron

### Sport
Heike Drechsler

### Überraschungs-Bambi
Sabine Christiansen für die Talkshow Sabine Christiansen

 Laudatio: Guido Westerwelle

### Wirtschaft
Klaus Zumwinkel für die Sanierung der Deutschen Post

 Laudatio: Christoph Gottschalk